# Avuția națiunilor
Avuția națiunilor, cercetare asupra naturii și cauzelor ei (deseori prescurtată până la Avuția națiunilor) este opera principală a economistului și filozofului scoțian Adam Smith.

## Istorie
„Avuția națiunilor” a fost publicată în două volume pe 9 martie 1776 (cărțile I-III fiind incluse în primul volum, iar cărțile IV și V în al doilea),  perioada Iluminismului scoțian și al Revoluției Agricole Scoțiene .  A influențat mai mulți autori și economiști, precum Karl Marx, precum și guverne și organizații, stabilind termenii dezbaterii și discuțiilor economice pentru următorul secol și jumătate.  De exemplu, Alexander Hamilton a fost influențat parțial de ,,Avuția națiunilor" în scrierea cărții sale Raportul asupra manufacturilor, în care a argumentat împotriva a multe dintre politicile lui Smith. O mare parte din raportul lui Hamilton s-a bazat pe ideile lui Jean-Baptiste Colbert, iar Smith a răspuns  ideilor lui Colbert și le-a criticat în lucrarea sa „Avuția națiunilor” . 
„Avuția națiunilor” a fost rezultatul a șaptesprezece ani de notițe și studii anterioare, precum și al unei observații a convorbirilor dintre economiștii vremii (precum Nicholas Magens ) privind condițiile economice și sociale de la începutul Revoluției Industriale, iar lui Smith i-au trebuit aproximativ zece ani pentru a o produce.  Rezultatul a fost un tratat care avea drept scop să ofere o aplicație practică pentru teoria economică reformată, pentru a înlocui teoriile economice mercantiliste și fiziocratice, care deveneau mai puțin relevante în epoca progresului și inovației industriale.  A oferit fundația pe care economiștii, politicienii, matematicienii și gânditorii din toate domeniile au putut să construiască. Indiferent de influența istorică, Avuția națiunilor a reprezentat o schimbare clară de paradigmă în domeniul economiei,  comparabilă cu ceea ce a reprezentat Critica rațiunii pure a lui Immanuel Kant pentru filosofie .

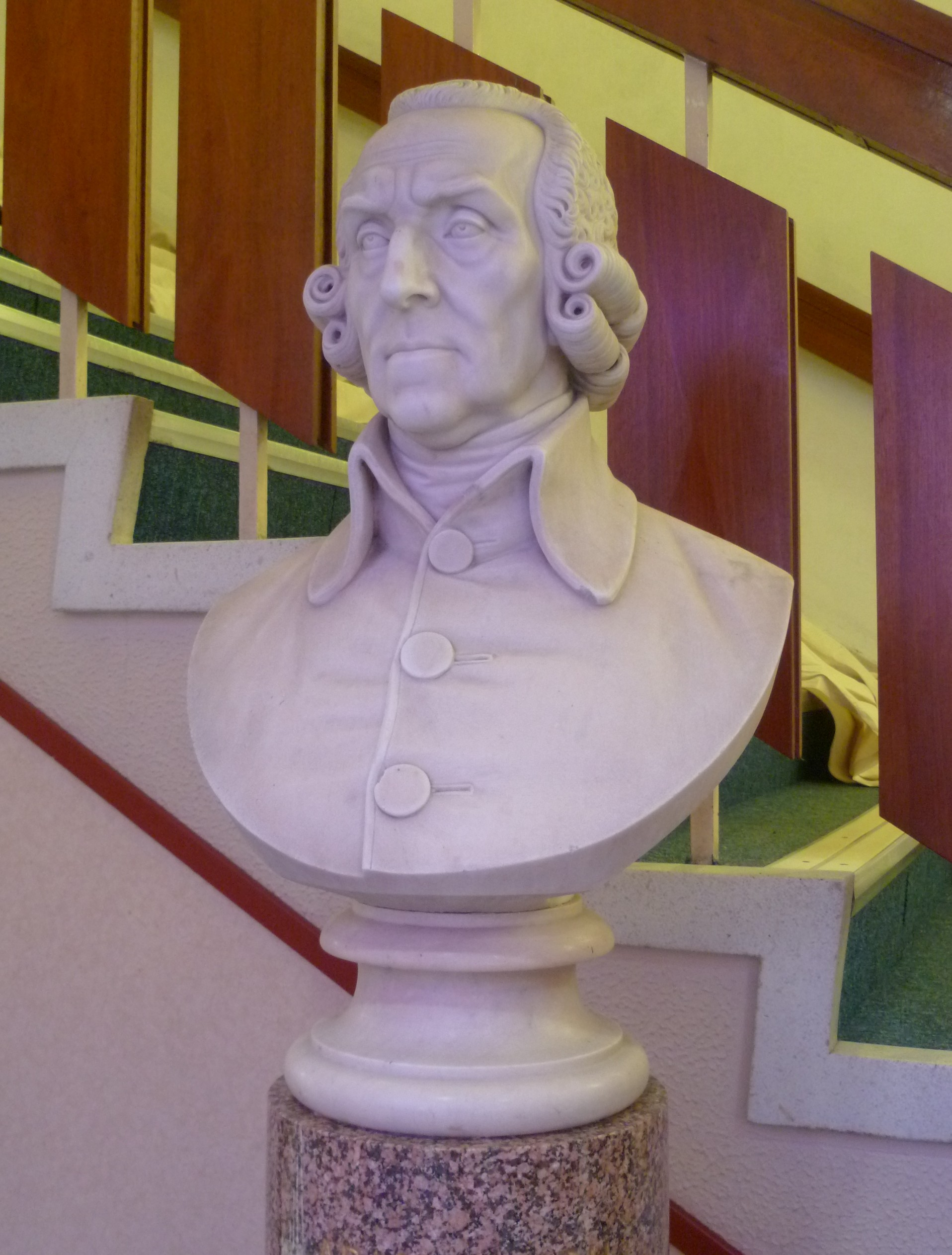
Bustul lui Smith în Teatrul Adam Smith, Kirkcaldy

Cinci ediții ale cărții „Avuția națiunilor” au fost publicate în timpul vieții lui Smith: în 1776, 1778,  1784, 1786 și 1789.  Numeroase ediții au apărut postum, după moartea lui Smith, în 1790. Pentru a înțelege mai bine evoluția operei  lui Smith, o echipă condusă de Edwin Cannan a adunat primele cinci ediții. Diferențele au fost publicate împreună cu șasea ediție,editată în 1904.  Au găsit diferențe minore, dar numeroase (inclusiv adăugarea multor note de subsol) între prima și a doua ediție; diferențele dintre a doua și a treia ediție sunt majore.  În 1784, Smith a anexat aceste prime două ediții odată cu publicarea lucrării „ Adăugiri și corecții la prima și a doua ediție a lucrării Dr. Adam Smith, „Cercetări asupra naturii și cauzelor avuției națiunilor”, și a publicat, de asemenea, a treia ediție în trei volume a lucrării „ Avuția națiunilor”, care includea „Adăugiri și corecții” și, pentru prima dată, un index. Printre altele, Adăugirile și Corecturile au inclus secțiuni complet noi, în special la capitolele 4 și 5 ale cărții a 4-a și la capitolul 1 al cărții a 5-a precum și un capitol suplimentar (capitolul 8)în cartea „Concluzia sistemului mercantil”, în cartea a 4-a. 
A patra ediție, publicată în 1786, a avut doar mici diferențe față de a treia ediție, iar Smith însuși spune în Reclama de la începutul cărții: „Nu am făcut nicio modificare de niciun fel”.  În cele din urmă, Cannan observă doar diferențe minore între a patra și a cincea ediție - un set de greșeli de tipar eliminate din a patra și un set diferit de greșeli de tipar introduse din greșeală.